# Marija Temnikova
Marija Sergeevna Temnikova (in russo Мария Сергеевна Темникова?; Ekaterinburg, 17 novembre 1995) è una nuotatrice russa, vincitrice della medaglia d'oro agli europei di Glasgow 2019 nei 200 m rana.

## Palmarès
- Europei in vasca corta

Glasgow 2019: oro nei 200m rana.
Kazan 2021: argento nei 200m rana.
- Europei giovanili

Belgrado 2011: oro nei 200m rana.

## International Swimming League
| Stagione 2021 |
| ------------- |
| DC Trident    |